# 焦滩乡 (遂昌县)
焦滩乡，是中华人民共和国浙江省丽水市遂昌县下辖的一个乡镇级行政单位。

## 行政区划
焦滩乡下辖以下地区：
蔡口村、焦石娄村、独山村、大路沿村和前山村。

## 中国传统村落
独山村获评“中国传统村落”。